# Wauchope
Wauchope (/ˈwɔːhoʊp/ luisterⓘ) is een plaats in de Australische deelstaat New South Wales en telt 6002 inwoners (2006).